# Адам, Омер
Омер Адам (ивр. עומר אדם‎, англ. Omer Adam, родился 22 октября 1993 г. Северная Каролина, США) — израильский певец, выступающий в стиле восточной музыки мизрахи.
Впервые выступил в 2009-м, на фестивале «Рождение Звезды» #7 (Кохав Нолад, популярное в Израиле шоу 2-го коммерческого канала). Исполнил песню «Аба» («Отец»), сочинённую Шломи Шабатом. 
Самый прослушиваемый певец Израиля на Spotify в 2020 году.

## Биография
Омер Адам родился в Северной Каролине, США, в семье израильтян Шарона и Янив Адам. Его отец по происхождению горский еврей, а мать имеет ашкеназское происхождение. Его отец был офицером спецназа в Армии обороны Израиля и служил заместителем командира подразделения «Шальдаг». Адам является родственником генерал-майора Армии обороны Израиля Йекутиэля Адама. 
Когда Адаму было три года, семья вернулась в Израиль из США и поселилась в мошаве Мишмар ХаШива.

## ТелеконкурсРождение Звезды
В 7-м сезоне шоу «Рождение звезды», Омер Адам пел песни:
- Первая неделя (29 июня 2009): «Isha ne’emana» (Верная женщина) автор Ишай Леви
- Вторая неделя (5 июля 2009): «Tza’ir lanetsakh» (Всегда молодой) автор Рами Кляйнштейн
- Третья неделя (12-13 июня 2009): «Niguna shel hashkhuna» (Соседская песенка) — Изхар Коэн (В дуэте с Моран Мазуз)
- Четвёртая неделя (19 июля 2009): «Ma hu ose la» («Что он ей делает») написал Хагашаш Ха-Хивер (в трио с Реэ Коэн и Хови Секулетс)
- Четвёртая неделя (20 июля 2009 г.): «Марлен» от Зоар Аргова (первоначально Энрико Масиас)
- Неделя 5 (26 июля 2009 г.): «Яхад» («Вместе)» написал Коби Перец & Ishtar) (в дуэте с Влади Блейберг)
- Пятая неделя (27 июля 2009 г.): «Mima’amkim» (Из глубин) автор Idan Raichel's Project[англ.]
- Шестая неделя (2 августа 2009): «Aba» («Отец») автор Шломи Шабат
- Шестая неделя (3 августа 2009): «At Va ani» («Ты и я») сочинил Шломо Арци

За выступление на 6-й неделе, первоначально судьи ему дали третье место из 9-ти за его исполнение «Аба» и 4-е из 8-ми за «Ат ве-ани». Однако разгорелся спор, после того как блогер Омри Айон и онлайн служба новостей Ynet рассказали, что Омеру было всего 15 лет и 7 месяцев, когда он пришёл на шоу, а по правилам минимальный возраст для подачи заявки на шоу составляет 16 лет. Омер Адам признался, что утверждение было правильным и отказался от своего места. Ведущий шоу Цвика Адар, в ответ заявил: «Важно то, что Омер осознал свою ошибку, извинился и принял правильное решение. Наша роль заключается в предоставлении равных прав всем соперникам, мы не можем идти на компромисс в этом случае, потому что многие кандидаты, которые пришли на прослушивание были отклонены из-за их возраста». О дисквалификации Омера Адама было официально объявлено 5 августа 2009 года, несмотря на то что он был одним из фаворитов выхода в финал.
2 февраля 2022 выпустил песню «какдила», из за чего получил волну критики от русскоязычного населения Израиля.

## Творческая карьера
Несмотря на исключение из списка претендентов «Рождение Звезды» Омер Адам завоевал большую популярность и симпатии у молодежи. Этому способствовали туры по всему Израилю, где дал более 150 концертов менее чем за год. В конце 2009 года он выпустил свой дебютный сингл под названием «להיאבד ברוח» («потеряться на ветру»). И следом за ним — в июле 2010 года ещё один «חוזה בנשמה» (Смотрю в душу), который стал темой для телевизионного шоу «חתונת השנה» («Свадьба года») по израильскому 2-му каналу. Чрезвычайно ожидаемый почитателями альбом вышел в декабре 2010 года, озаглавленный «נמס ממך» («Таю от тебя»). В него вошли и прежние композиции и только что созданные — «Я вошел в круг», «Холодная ночь» и «Узнай слезы». В альбом также включены ремиксы некоторых песен. В 2011 году, через два месяца, выпустил сингл «Счастливая», который включает сборник «Чёрный крепкий и один сахар»
В марте 2011-го был создан «Я сотворил тебя», который в течение первых 24 часов просмотрели более ста тысяч на YouTube, а через две недели его увидел миллион зрителей. 
Удачная песня помогла Омеру получить платиновый альбом — ускоренный вход в (за две недели), клуб миллиона на песенном YouTube.
Апрель 2011 — издал «Магия», дуэт с Ициком Калла.
Омер выпустил в мае 2011 года новый хит «Миллион поцелуев». Его посмотрели на YouTube полмиллиона человек за неделю, а ещё через две недели выпустил новую песню под названием «Рядом с вами» в честь выступления в Кейсарии. 15 июня 2011 он впервые предстал перед аудиторией в тысячи людей в Кейсарии.
В июле 2011 года в рамках проекта «Две стороны монеты», певец возобновил свою песню «Невозможно».
Август 2011 выпустил песню «Сладкая жизнь».
В сентябре 2011-го запустил свой собственный Интернет-магазин приложений, который инициировала компания «Mobil 1 Music». Аппликация включает в себя песни из нового альбома. Скачав приложение, фанаты певца попадают на его официальный канал, доступный в Youtube и смогут просматривать всё содержимое — его фотографии, подробности биографии и многое другое
Очередной альбом запланирован для выпуска в начале 2012 года. В него войдут: «Кручусь в круге» («נעתי בתוך מעגל»), «Холодной ночью» («בלילה קר»), «Ты не узнаешь слезы» («לא תדעי דמעה»).
По сведениям журнала «Форбс» Омер Адам занял четвёртое место среди израильских исполнителей восточных песен — 10,9 миллионов шекелей.

## Дискография

### Альбомы
- 2010: Намес мимех (ивр. נמס ממך‎)
  - Треклист
- 1. «Намес мимех» (3:53) — (ивр. נמס ממך‎)
- 2. «Лехиабед бе-руах» (3:18) — (ивр. להיאבד ברוח‎)
- 3. «Аль тивки» (3:58) — (ивр. אל תבכי‎)
- 4. «Хопа» (3:03) — (ивр. הופה‎)
- 5. «Ат белиби» (3:13) — (ивр. את בליבי‎)
- 6. «Нецах лецидех» (Твоя победа) (3:47) — (ивр. נצח לצידך‎)
- 7. «Белайла кар» (Холодной ночью) (3:46) — (ивр. בלילה קר‎)
- 8. «Ло тиди дима» (3:18) — (ивр.  לא תדעי דמעה‎)
- 9. «Нати бетох маагаль» (4:24) — (ивр. נעתי בתוך מעגל‎)
- 10. «Хозе бе нешама» — (ивр. חוזה בנשמה‎)

Remixes (bonus)
- 11. «Хопа» (Ремикс) (3:52) (ивр. הופה‎)
- 12. «Намес мимех» (Ремикс) (4:03) — (ивр. נמס ממך‎)
- 13. «Лехиабед бе-руах» (Ремикс) (3:00) ивр. להיאבד ברוח‎)
- 14. «Аль тивки» (Ремикс) (3:54) — (ивр. אל תבכי‎)
- 15. «Нецах лецидех» (Ремикс) (3:43) — (ивр. נצח לצידך‎)